# 启程的日子
《启程的日子》（日语：／ Tabidachi no hini）是1991年日本埼玉县秩父市立影森中學的教员所创作的合唱曲。作词是当时的校长小嶋登；作曲為時任音乐教谕高橋浩美（原稱坂本浩美）；並由著名的作曲家松井孝夫編曲（松井本人和影森中學沒有任何直接的关系）。嶨2000年代起，越來越多學校以本曲为毕业歌曲，取代传统以來慣常演唱的《青青校樹》。本曲亦被改編為混声三部版、混声四部版、女声三部版、同声二部版等版本，亦有移調版本（C大调為原調，另有降B大调版本）。

## 概要
小嶋校长为了矫正當時学校混乱的校风，以成为“响彻歌声的学校”为目标，並在校內增加了合唱訓練和演出的机会。最初学生们都很抗拒，但在小嶋和一眾音乐科教员的坂本的努力下，學生慢慢地接受，也因着歌唱而令学校重新恢復了活力，校風問題得以改善。
踏入了第三年，音樂科教員坂本覺得「想要为毕业的学生们，留下些能成为纪念的、世界唯一的东西」，於是請求小嶋校长能為此創作一首歌曲。最初小嶋校長以“我没有那样的灵感啊”而婉拒，但到了第二天，小嶋校長便把草擬的歌詞放在坂本老師的桌上。當天坂上老師就在教學時間以外抽空創作旋律，她後來在一個電台節目中提及過，她對校長的歌詞評價是：寫得如此優秀的歌詞，實在令她印象深刻。當刻的靈感有如泉水一样在脑海中浮现，結果只用了約15分鐘的時間便譜好了旋律。
歌曲最初只是打算在「三年生送别会」時，由教职员向毕业生们獻唱，作為對他們的一份惊喜，不過从第二年开始，就变成由学生演唱了。另一方面，歌曲發表當年，正值是小嶋校长结束自己41年的教师生涯而退休，这首曲子也成為了小嶋校長最初、也是最后的发表作。
小嶋校長於2011年1月20日以80歲的高齡去世，同年11月14日，藉歌曲創作20年之際，坂本老師與小嶋校長一同被琦玉縣頒發彩之國特別功勞獎。
過往，《启程的日子》只用於影森中学校內，後來市內其他的中、小學校也開始唱着這歌來。後來在東京都中學當教諭的松井孝夫把樂曲改為混声三部合唱，並在音樂之友社旗下的雜誌《教育音樂》內刊登後，受到了不少的欣賞。由1998年起，隆續在全日本的學校內興起演唱本曲。2004年3月於富士電視台的節目「情報現場 EZ!TV」作介紹；2007年由SMAP為東日本電信電話所拍攝的廣告亦採用了本曲，現時，中小學畢業禮上演唱《启程的日子》，已超越代了傳統的畢業歌曲，如《敬仰您的尊贵》、《离巢之歌》、及《离别赠言》等。

## 曾翻唱过的歌手
- 芹洋子於2005年3月24日發售的單曲中收錄了本曲，但調性改為A大調。
- 日藉法國現代民歌歌手Toi et Mo（日语：トワ・エ・モワ）於2006年3月8日發售的單曲中收錄了本曲，而之前的1月18日亦在白鳥英美子（日语：白鳥英美子）的音樂專輯「Prime Selection 白鳥英美子&Toi et Mo」中收錄。
- redballoon（日语：redballoon）於2008年3月5日發售的第5張單曲中收錄了本曲，同年9月24日發售的音樂專輯「EVER BLUE（日语：EVER BLUE (redballoonのアルバム)）」、及9月10日第6張單曲「青春之詩（日语：青春の詩 (redballoonの曲)）」中（附加了「〜KAG mix〜Version」）亦有收錄。
- 櫻花學院於2012年2月15日發售的第3張單曲中收錄了本曲，同年3月21日發售的音樂專輯「櫻花學院 2011年度 〜FRIENDS〜（日语：さくら学院 2011年度 〜FRIENDS〜）」（附加了「〜J-MIX 2012〜Version」）亦有收錄。